# Belvárosi katolikus templom (Szekszárd)

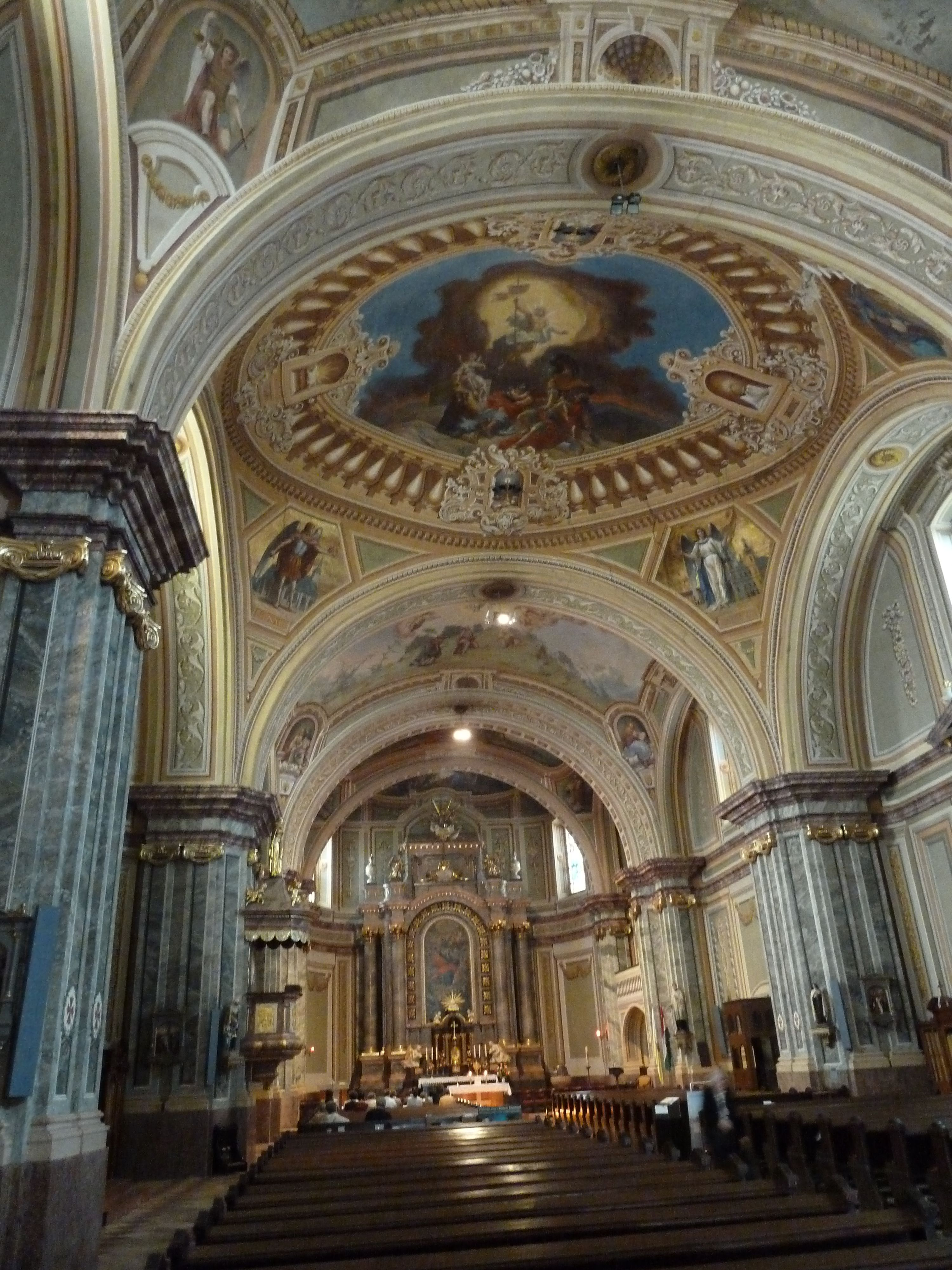
Szekszárd, a belvárosi katolikus templom belseje, a mennyezeten Jézus mennybemenetelével

Szekszárd műemlék belvárosi temploma a Béla király téren áll.

## Története
Elődje az 1794-es tűzvészben égett le. Az új katolikus templomhoz szükséges anyagiakat a helytartótanács, a megye és az uradalom teremtette elő. A pénz lassan gyűlt össze, de Szluha György plébános személyes közbenjárására maga Ferenc császár is adott 26 ezer forintot. Szluha állhatatosságának eredményeként az az időben megszokott kisebb, típusos épületeknél jóval nagyobb, egyedi benyomást keltő templomot építhettek. A közbeeső időszakban az istentiszteleteket a Szent János és Pál-kápolnában, majd egy ideiglenes deszkatemplomban tartották.
Az új templomot az a Tallher (más írásmód szerint Thalherr) József (1730?-1807) tervezte, akinek Szekszárdon már állt két épülete, az 1785-ben emelt selyemfonoda és az 1802-ben felépült kórház (ma már egyik sincs meg). Az idős mester a templomot — némileg megkésett módon, valószínűleg a helyi ízlésnek engedve — egytornyos barokk homlokzattal tervezte, de szigorú vonalvezetése már némi klasszicizáló hajlandóságot is elárul. A hatalmas templom oldalhomlokzatai már jóval eredetibbek: a középrész lépcsős ugrásokkal, szinte kupolaszerűen kiemelkedik a templomtestből és kiszélesedik. Ennek az ügyes megoldásnak köszönhetően a hatalmas hajó oldalról nem hat nyomasztónak. 
A templomot 1802 és 1805 között építette fel Schmidt Vencel helyi építőmester. Alapkövét 1802. május 27-én tették le, a tető 1803-ban került a helyére, és 1804-ben helyezték fel a tornyot fedő rézlemezeket. A következő év a belső munkálatokkal telt még el.
Először az 1880-as években, Graitz Ede vezetésével állították helyre. Ennek eredményeiről fénykép is maradt fenn, ezért tudjuk, hogy azóta a templom belső kinézetét több ponton jócskán átalakították.
1925-ben leégett a templom tetőszerkezete és tornya. Október 24-én három vásott gyerek a reggeli mise alatt felkúszott a padlásra denevért pörkölni (Más források szerint a gyerekek a toronyban élő galambokat akarták kifüstölni.). A tető lángra kapott, a torony is kigyulladt, az egyetlen, a háborúban meghagyott harang is tönkrement.
A tűz és az oltás több falképet is károsított, ezért 1928-ban felújították, egyes képeit újakra cserélték. A munkálatokat Groh István iparművészeti tanár vezette, Diczenty László helyi építőmester végezte. Ekkor kapta a torony a mai sisakját, aminek terveihez Jászay Oszkár pesti mérnök a pesti ferences templomot vette mintául. A helyreállítást segítendő 200 ezer képeslapot nyomtattak a templom leégés előtt állapotáról, és ebből 80 ezret el is tudtak adni. Ez után a templom már közel állt mai állapotához.
Az utolsó külső és belső helyreállítás 1983–1992 között volt. A falképeket dr. Szabó Zoltán és Nagy Kálmán restaurálta. 1998-ban a felújították a templom márvány padozatát. A templom falán emléktábla hirdeti: „A templom külső és belső felújítása 1983. évben kezdődött és 1992. évben, Szent László király, Szekszárd város védőszentje szentté avatásának 800. évfordulóján fejeződött be.”

## Az épület

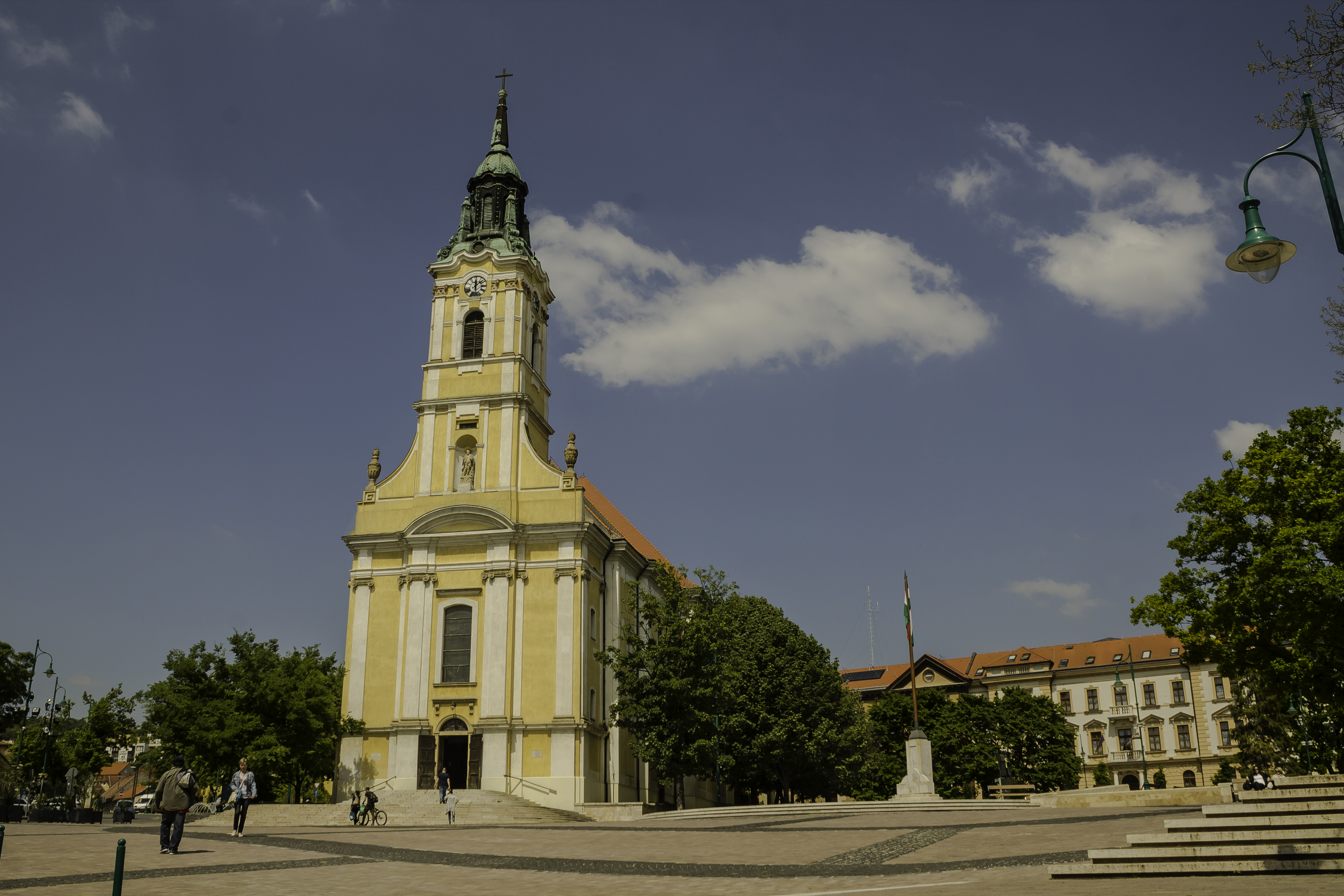
A templom látképe a Garay pincétől

A templom belső kiképzése késő barokkos, de helyenként szembetűnő a copf stílus hatása is — a templom bejárata az egész építmény copf stílusúnak nevezi.
A főoltáron érezhető Tallher kamarai elődje, Franz Anton Hillebrandt és vetélytársa, Hefele Menyhért hatása. A Megváltót ábrázoló főoltárkép Schmidt József győri festő munkája: a jól sikerült mű harmonikusan illeszkedik az oltár építményéhez, és együttes hatásuk megkapó, bár koruknál korábbi ízlést tükröz. A két mellékoltár festményének alkotója ismeretlen, Elblinger Ferenc gyanúja szerint Bucher Xavér Ferenc. A képek tematikája, színvilága, az alakok beállítása még a barokkos hagyományokat követi, de a stílus hagyományosan mozgalmas jellege nélkül. A mellékoltárok keretezése már határozottan klasszicizáló.
A csaknem egyenesen záródó, csak kissé ívesen lekerekített szentélyhez két teknőboltozatos szakasz kapcsolódik. A szentély mennyezetén Jézus születése látható, a következő boltszakaszon pedig a Háromkirályok imádása, a négy sarokban a négy nagy prófétával (Ézsaiás, Jeremiás, Ezékiel, Dániel. A két falkép színvilága és kompozíciója is barokkos jellegű, bár néhol későbbi, nem túl avatott beavatkozás nyomai is kimutathatók.
A következő boltszakasz Jézus színeváltozását ábrázolja, a sarkokban a négy evangélistával. Ez az együttes klasszicizáló, színvilága teljesen elüt az előző két boltszakaszétól. 
Ezután egy csehboltozatos, szinte kupolaszerű rész következik: A mennyezeten Jézus mennybemenetelével, a sarkokon a Trianonban elcsatolt négy székesegyház (Kassa, Pozsony, Gyulafehérvár, Nagyvárad) allegorikus képével. Ezeket a képeket 1928-ban festették.
A következő boltszakaszon az utolsó ítélet Krisztusát látjuk a sarkokon angyalokkal, majd végezetül, a kórus felett újabb két angyal következik. Ezeket a nem túl művészi angyalokat is 1928-ban pingálták fel, amint ezt a kezükben tartott mondatszalag kronosztichonja is jelzi. A falképek alkotóinak a pontos meghatározása komoly nehézségekbe ütközik. A helytörténeti irodalomból kiderül, hogy a Feltámadás jelenetét egy bizonyos Durlach nevű ember festette 1857-ben — ő valószínűleg az a Durlach József, aki egy évvel később a tolnai templom festésén is dolgozott. Nem tudni, hogy a többi falképen is dolgozott-e.
Bár a falképegyüttes heterogén, az alkotások igencsak különböző minőségűek, az összhatás egyértelműen dekoratív.
A berendezési tárgyak közül figyelmet érdemel még a szószék, ami Buck József pécsi mester munkája a templom építésének idejéből.
Az üvegablakokat 1905-ben Tury Gyula tervei alapján Walter Gida készített el, Wosinsky Mór kezdeményezésére.